# رختشویخانه زیبای من
رختشویخانه زیبای من (انگلیسی: My Beautiful Laundrette) فیلمی در ژانر کمدی رمانتیک به کارگردانی استیون فریرز است که در سال ۱۹۸۵ منتشر شد. از بازیگران آن می‌توان به دانیل دی-لوئیس، سعید جعفری و روشن ست اشاره کرد. فیلم، به مسائل مناقشه‌آمیز دوره مارگارت تاچر مانند همجنس‌گرایی و نژادپرستی می‌پردازد.